# 伊拉尔
伊拉尔（法語：Ilharre，法語發音：[ilaʁ]）是法国大西洋比利牛斯省的一个市镇，属于巴约讷区。

## 地理
伊拉尔（43°23'24"N, 1°2'32"W）面积10.55 平方千米，位于法国新阿基坦大区大西洋比利牛斯省，该省份为法国东南部省份，涵盖了贝阿恩与北巴斯克，西临大西洋比斯開灣，北至朗德省，东北接热尔省，东临上比利牛斯省，南与西班牙接壤。
与伊拉尔接壤的市镇（或旧市镇、城区）包括：阿比坦、阿尔布埃特-叙索特、贝尔古埃-维耶勒纳沃、加巴、拉巴斯蒂德自由城、拉贝茨-比斯凯。
伊拉尔的时区为UTC+01:00、UTC+02:00（夏令时）。

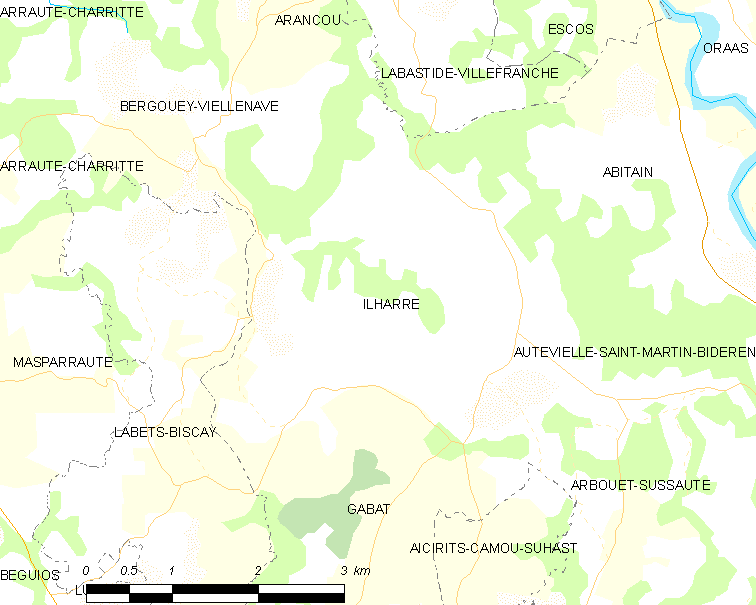
伊拉尔的OSM定位图

## 行政
伊拉尔的邮政编码为64120，INSEE市镇编码为64272。

## 政治
伊拉尔所属的省级选区为比达什地区-阿米库塞-奥斯蒂巴尔县。

## 人口

1962-2008年间伊拉尔人口变化图示

伊拉尔于2022年1月1日时的人口数量为150人。